# Rothwind
Rothwind (oberfränkisch: Rodwin)  ist ein Gemeindeteil des Marktes Mainleus im Landkreis Kulmbach (Oberfranken, Bayern). Rothwind liegt in der Gemarkung Schwarzach bei Kulmbach.

## Geografie
Das Dorf Rothwind liegt im Nordosten von Oberfranken, etwa eineinhalb Kilometer nördlich des Oberlaufs des Mains. Die Ortschaft ist mit dem südöstlich benachbarten Dorf Fassoldshof zusammengewachsen, die Siedlungsgebiete der beiden Orte gehen beinahe nahtlos ineinander über. Die weiteren Nachbarorte sind Eichberg im Norden, Schwarzholz im Nordosten, Witzmannsberg im Südwesten und Mainroth im Nordwesten. Das Dorf ist von dem vier Kilometer entfernten Mainleus aus über die Bundesstraße 289 erreichbar.

## Geschichte
Der Ort wurde im Jahr 1381 als „Rotwinden“ erstmals urkundlich erwähnt. Orte mit dem Grundwort winden sind herrschaftliche (Zwangs-)Ansiedelungen von Wenden, die es im bambergischen Raum relativ häufig gab.
Bis zur Gebietsreform in Bayern war Rothwind ein Gemeindeteil von Mainroth im Altlandkreis Lichtenfels. Die Gemeinde Mainroth hatte 1970 insgesamt 1371 Einwohner, davon 313 in Rothwind. Als die Gemeinde Mainroth mit der Gebietsreform am 1. Januar 1977 aufgelöst wurde, wurde Rothwind zu einem Gemeindeteil des Marktes Mainleus, während der Gemeindehauptort Mainroth in die Stadt Burgkunstadt eingemeindet wurde.

## Baudenkmäler
- Am Rohrbach 7: zweigeschossiges Wohnstallhaus
- sandsteinerner Fischereigrenzstein

ehemalige Baudenkmäler
- Haus Nr. 6: Eingeschossiger, ehemaliger Wohnstallbau mit Satteldach, Fachwerk; die Türrahmung aus Sandstein am Scheitelstein bezeichnet „J.G.G./M.M.S. 1803“. Stallteil völlig umgebaut.[10]
- Haus Nr. 18: Eingeschossiger Wohnstallbau mit Satteldach, der Türsturz am Scheitelstein bezeichnet „I.G.S./M.M.S./1805“. Giebel verschiefert.[10]